# HMS Black Swan (L57)
Pour les articles homonymes, voir Black Swan.
Le HMS Black Swan est un sloop britannique, navire de tête de la classe Black Swan, qui participa aux opérations navales contre la Kriegsmarine (marine allemande) pendant la Seconde Guerre mondiale.

## Construction et conception
Sa pose de la quille est effectuée le 20 juin 1938 dans le chantier naval de Yarrow Shipbuilders à Scotstoun dans la région de Glasgow en Ecosse, il est lancé le 7 juillet 1939 et mis en service le 27 janvier 1940 .
La classe Black Swan était une version allongée des sloops antérieurs de la classe Egret. L'armement principal se composait de six canons antiaériens QF 4 pouces Mk XVI dans trois tourelles jumelles, avec la quatrième tourelle de 4 pouces de la classe Egret supprimée pour permettre l'ajout d'un quadruple canons 2 livres pom-pom antiaérien à courte portée. L'armement anti-sous-marin se composait de lanceurs de charges de profondeur avec 40 charges de profondeur transportées,.
Une fois terminé, le Black Swan n'était pas encore équipé du quadruple canon pom-pom comme prévu, mais de deux supports de mitrailleuses Vickers .50 quadruples à la place. Le canon pom-pom a été installé en mai 1941 et les mitrailleuses inefficaces ont été remplacées par un seul canon de 20 mm Oerlikon en septembre de la même année. L'arme anti-sous-marine Hedgehog et deux autres canons de 20 mm ont été installés en juin 1942, et trois autres canons ont été installés en 1943 . La capacité des charges de profondeur du navire a été porté à 110 pendant la guerre.
Après une campagne d'épargne nationale couronnée de succès en mars 1942, la Warship Week (semaine des navires de guerre), le navire a été adopté par la communauté civile de Widnes dans le Lancashire.

## Historique
Le Black Swan a été initialement déployé sur des missions d'escorte de convoi le long de la côte Est britannique, avant que la campagne norvégienne ne fasse attacher Black Swan à la Home Fleet, où il a été utilisé pour fournir une couverture anti-aérienne au débarquement allié à Åndalsnes. Le Black Swan a été fortement engagé par des bombardiers allemands avant d'être touché par une bombe qui a traversé le navire avant d'exploser, le 27 avril 1940 ,.
Après réparation, en juin, Le Black Swan retourne en service d'escorte en mer du Nord, avant d'être endommagé par une mine le 1er novembre 1940. Cette fois, le navire est en réparation jusqu'en mai 1941, date à laquelle il est transféré au Western Approaches Command, escortant des convois en mer d'Irlande. Black Swan est de nouveau légèrement endommagé par des bombardements en août de la même année et est transféré à Londonderry dans le cadre du 37e Groupe d'Escorte, escortant des convois vers et depuis Gibraltar ,.

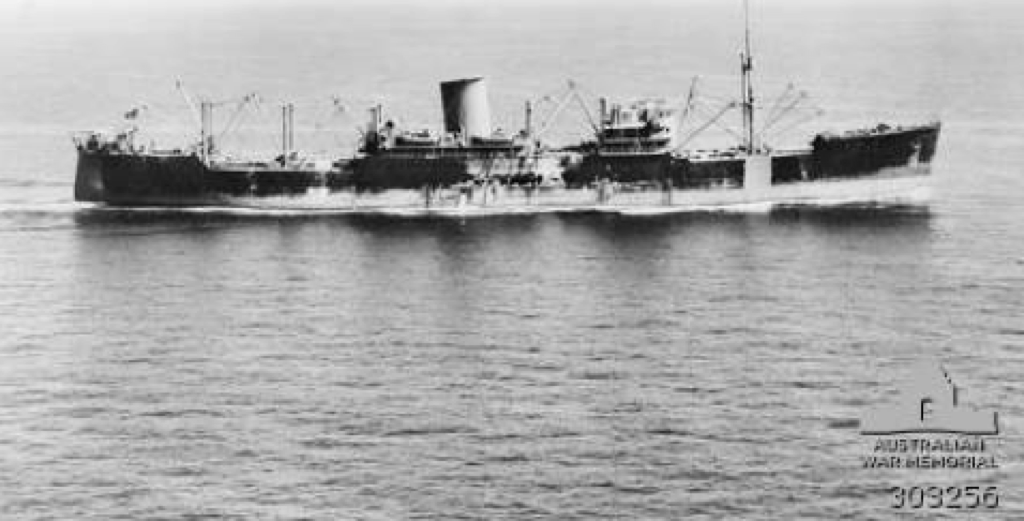
Black Swan sauvant 61 survivants de deux des canots de sauvetage du

Le 25 octobre, Black Swan sauve 34 survivants dans un canot de sauvetage du cargo Empire Star, coulé deux jours plus tôt. Après une recherche de 220 km le sloop secourt 27 autres survivants dans un deuxième canot de sauvetage du même navire. Le mois suivant, Black Swan a escorté des convois à l'appui de l'opération Torch.
Le 2 avril 1943, en escortant le convoi OS 45, de Liverpool à Freetown, le Black Swan et la corvette de classe Flower, le HMS Stonecrop, coulent le U-boot U-124 l'un des sous-marins les plus performants au large des côtes du Portugal .
En 1943, le Black Swan participe pendant une courte période une action près de l'Islande pour fournir une escorte contre la menace des U-Boote, après quoi il sert en Méditerranée, à Malte et sur les fonctions de protection des convois adriatiques. De là, le Black Swan traverse le canal de Suez en route vers les théâtres d'Asie, d'Extrême-Orient et du Pacifique contre les forces japonaises. Le navire a été en service actif jusqu'en Australie et aux îles Philippines.
À la fin des hostilités en 1945, Black Swan suit le croiseur HMS Belfast jusqu'à Shanghai et est le premier navire de guerre de la Royal Navy à libérer les camps de concentration japonais contenant des prisonniers britanniques et de l'Empire.
En 1949, il participe à l'incident du Yangtsé lorsqu'il est allé avec d'autres navires au secours du HMS Amethyst. Le Black Swan a subi 12 blessés et de graves dommages à sa superstructure dans un engagement féroce avec des batteries chinoises. L'effort de secours a échoué et a coûté 46 morts et 64 blessés.
Le Black Swan sert également pendant la guerre de Corée et participe à la bataille de Chumonchin Chan.
Le Black Swan est mis au rebut en 1956 à Troon en Écosse. Il est affilié au TS Black Swan - une unité du Corps des cadets de la Marine à Walton-on-Thames dans le Surrey.